# Begraafplaats van Saint-Martin-Boulogne
De Begraafplaats van Saint-Martin-Boulogne is een begraafplaats in de Franse gemeente Saint-Martin-Boulogne in het departement Pas-de-Calais. 
De begraafplaats ligt aan de Rue François Boulanger vlak bij de Église Saint-Martin in het centrum van de gemeente. 
Ze heeft een onregelmatig grondplan en bestaat uit een oorspronkelijk deel en een jongere uitbreiding. Het oudste gedeelte wordt afgebakend door een ruwe natuurstenen muur en de uitbreiding door een draadafsluiting en een haag. Drie tweedelige metalen hekken geven toegang tot deze grote begraafplaats. 
Op de begraafplaats ligt een gemeenschappelijk graf met de lichamen van 30 gesneuvelde Franse militairen uit de Eerste Wereldoorlog.

## Britse oorlogsgraven
In de noordelijke hoek van de uitbreiding ligt een perk met 22 Britse gesneuvelde militairen uit de Tweede Wereldoorlog waaronder 6 niet geïdentificeerde.
Bij de geïdentificeerde slachtoffers zijn er 15 Britten en 1 Canadees. Dertien van hen kwamen om in mei 1940 en twee in september of oktober 1944.
De graven worden onderhouden door de Commonwealth War Graves Commission en zijn daar geregistreerd onder St. Martin-Boulogne Communal Cemetery.